# La nemica della porta accanto
La nemica della porta accanto (Love Thy Neighbor) è un film per la televisione canadese del 2006 diretto da Paul Schneider.

## Trama
Sull'orlo di un esaurimento nervoso e tormentata da numerosi incubi, a causa di un furto subito in casa propria, Laura Benson e la sua famiglia decidono di trasferirsi in una piccola comunità locale. Ben presto, Laura scopre che qualcosa non va, e che il loro comportamento della loro invadente vicina di casa è piuttosto sospetto.